# Île Thổ Chu
Thổ Chu est la plus grande des îles Thổ Chu, dans le golfe de Thaïlande. Comme les autres, elle dépend de la province de Kiên Giang.

## Environnement
L'île abrite une espèce de gecko endémique, Cyrtodactylus thochuensis. 

## Histoire
À l'époque de la république du Viêt Nam, Thổ Chu relevait de l'administration de la province d'An Xuyên (en).
Le 10 mai 1975, les Khmers rouges ont occupé les îles et, selon le gouvernement nord-vietnamien, « détruit des villages, tué beaucoup de gens et enlevé 515 habitants ». Du 24 au 27 mai 1975, les forces vietnamiennes ont attaqué les Cambodgiens et repris l'île. En 1977, les Khmers rouges ont lancé un nouveau raid sur Thổ Chu, mais ils ont été repoussés.
Le 27 avril 1992, six familles représentant une trentaine de personnes se sont réinstallées sur l'île. Le 24 avril 1993, le gouvernement vietnamien a créé la commune de Thổ Chu, chargée de l'administration de tout l'archipel.

## Démographie
La majorité des habitants sont des soldats de la marine vietnamienne et des garde-côtes qui ont choisi de s'établir sur place. Début 2012, il y avait 513 ménages représentant environ 1 700 personnes,. Leur vie n'est pas facile, car les tempêtes de mousson les obligent à déménager deux fois par an d'un côté à l'autre de l'île.